# Masters de Indian Wells 2003

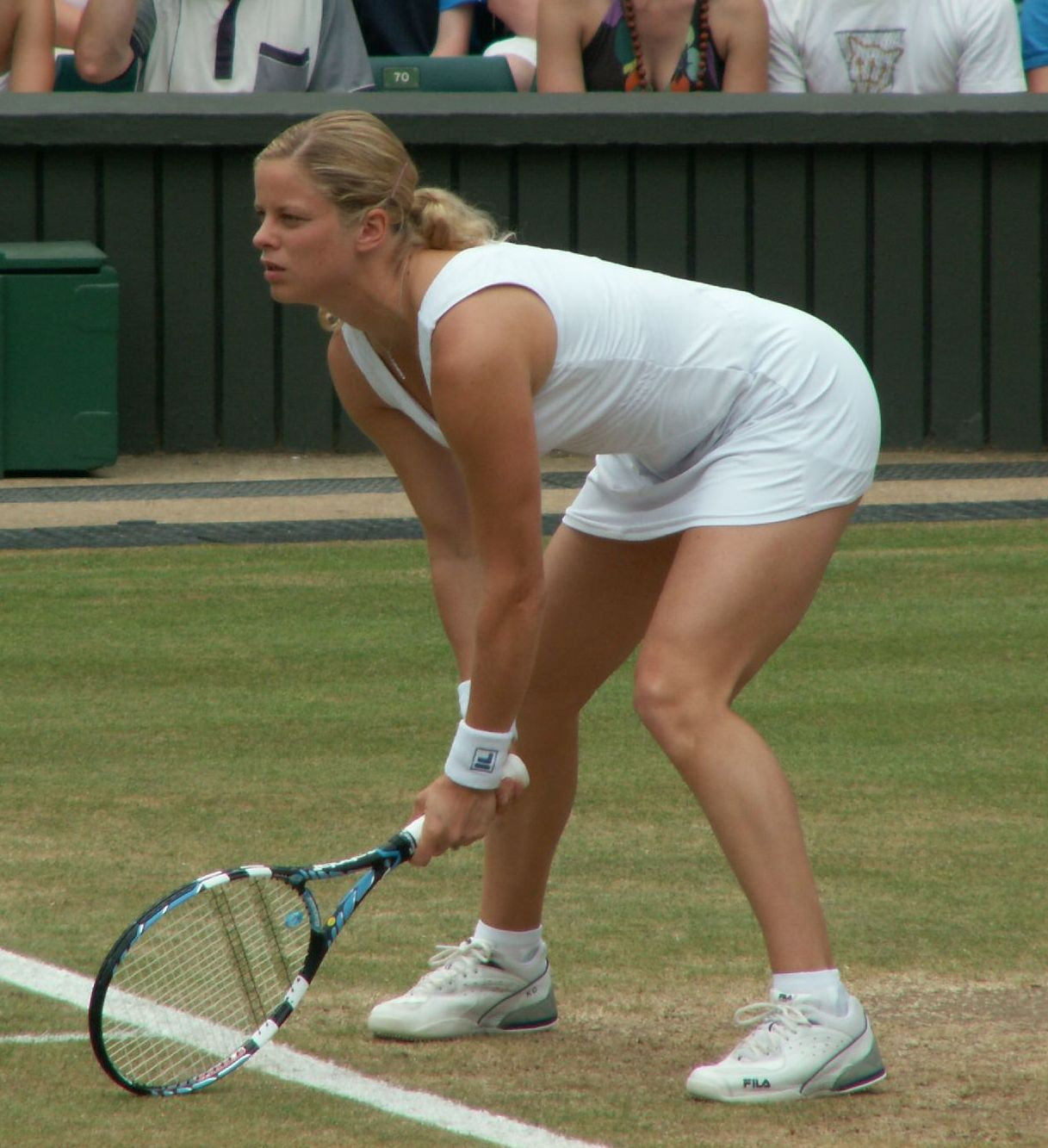
Kim Clijsters

El 2003 Pacific Life Open fue la 27.ª edición del Masters de Indian Wells, un torneo del circuito ATP y WTA Tour. Se llevó a cabo en las canchas duras de Indian Wells, en California (Estados Unidos), entre el 5 y el 17 de marzo de ese año.

## Ganadores

### Individual masculino
Lleyton Hewitt venció a  Gustavo Kuerten, 6–1, 6–1

### Individual femenino
Kim Clijsters venció a  Lindsay Davenport, 6–4, 7–5

### Dobles masculino
Wayne Ferreira /  Yevgeny Kafelnikov vencieron a  Bob Bryan /  Mike Bryan, 3–6, 7–5, 6–4

### Dobles femenino
Lindsay Davenport /  Lisa Raymond vencieron a  Kim Clijsters /  Ai Sugiyama, 3–6, 6–4, 6–1